# 白河藩
白河藩（しらかわはん）は、江戸時代に陸奥国白河郡白河（現在の福島県白河市）周辺を知行した藩。藩庁は白河城。支藩として、一時期存在した白河新田藩がある。

## 藩史
白河の地は、古代においては白河の関が設けられ、奥羽地方への出入り口として要衝の地となっていた。江戸時代になっても白河藩が担う役目は奥羽地方の外様大名の抑えであり、初代の丹羽氏を除いては有力な親藩・譜代大名が頻繁に入れ替わった。三方領知替えが3度も行われた藩でもある。
江戸時代初頭の寛永4年（1627年）、陸奥国棚倉藩（福島県東白川郡棚倉町）より丹羽長重が10万石余で入り、白河藩が成立する。長重は白河城とその城下町を建設した。寛永20年（1643年）、第2代藩主・光重のとき、丹羽氏は陸奥国二本松藩に転封となった。
同年、上野国館林藩より榊原忠次が14万石で入部した。忠次は母が徳川家康の姪にあたることから一代に限って松平姓を許されていた。慶安2年（1649年）、播磨国姫路藩に転封となる。
替わって越後国村上藩より本多忠義が12万石で入部する。忠義は新田開発に力を注いで実高1万5千石を加え、慶安3年から4年（1650年 – 1651年）には検地を行ってさらに実高3万7千石を加えた。さらに付加税の別俵を徴して増収に努めたが、年貢増に喘ぐ領民が反発、減免を求めて幕府への直訴を招いた。第2代藩主の忠平のとき、天和元年（1681年）に下野国宇都宮藩へ転封となった。
入れ替わりに同地より奥平松平家の松平忠弘が15万石で入部する。病に伏した松平忠弘は、家老・奥平金弥と黒屋数馬の対立を治めきれず、元禄5年（1692年）、お家騒動のため藩主閉門の上、出羽国山形藩に転封となった。忠弘は隠居したが、後を継いだ孫の忠雅は減封のみならず程なく備後国福山藩・伊勢国桑名藩へと次々に転封を命じられるなど厳しい処分となった。
入れ替わりに同地より結城松平家の松平直矩が15万石で入部した。苦しい藩財政の中、家臣の禄高を減じるなど財政改革を断行したが、これに反対する土岐派により中断を余儀なくされた。享保5年（1720年）には土岐派が進めた強引な増税が大規模な農民一揆を引き起こした。第3代藩主・義知は目安箱を設置して藩政改革に努めたが、寛保元年（1741年）に姫路藩へ転封となった。
替わって越後国高田藩より久松松平家の松平定賢が、高田藩領だった越後国柏崎の所領と共に都合11万石で入部する。この久松松平家は徳川家康の異父弟久松定勝の三男・定綱の系統であるが、第2代藩主の定邦の跡に御三卿田安徳川家初代当主・徳川宗武の七男が入った。これが後に老中首座に進み寛政の改革を行なった第3代藩主・定信である。文政6年（1823年）、次の定永のときに久松松平家は旧領の伊勢国桑名藩に転封となった。
替わって武蔵国忍藩より阿部正権が10万石で入部する。以後は幕末まで阿部家が8代44年間在封した。幕末に分家の旗本から本家を相続して第7代藩主となった正外は間もなく老中となり、攘夷派の反対を押し切って兵庫開港を決定したが、結果的にこれが仇となって老中を罷免され、4万石を減封された。慶応2年（1866年）、第8代藩主の正静のとき棚倉藩に転封、白河藩領は二本松藩の預かり地となったため、戊辰戦争時は藩主不在で係争の地となり、白河城は戦火によって大半を焼失した。慶応4年（1868年）2月、正静は白河藩に復帰したが、同じ年の明治元年12月、再び棚倉藩に転封となり白河藩は廃藩となった。以後天領（天皇御料地）となり、明治2年（1869年）8月に白河県が設置された。明治4年（1871年）7月の廃藩置県をはさんで同年11月に二本松県となり、その後に福島県へ編入された。

## 歴代藩主

### 丹羽家
大広間
外様 10万石 （1627年 - 1643年）
1. 長重
2. 光重

### 榊原家
帝鑑間
譜代 14万石 （1643年 - 1649年）
1. 忠次

### 本多家
帝鑑間
譜代 12万石 （1649年 - 1681年）
1. 忠義
2. 忠平

### 奥平松平家
親藩 15万石 （1681年 - 1692年）
1. 忠弘

### 結城松平家
親藩 15万石 （1692年 - 1741年）
1. 直矩
2. 基知
3. 義知

### 久松松平家
帝鑑間→溜間
家門 11万石 （1741年 - 1823年）
1. 定賢
2. 定邦
3. 定信
4. 定永

### 阿部家
雁間
譜代 10万石 （1823年 - 1866年、1868年）
1. 正権
2. 正篤
3. 正瞭
4. 正備
5. 正定
6. 正耆
7. 正外
8. 正静

### 天領
（1866年 - 1868年、1868 - 1871年）
- 1869年 - 1871年は白河県

## 白河新田藩
白河新田藩（しらかわしんでんはん）は、江戸時代の一時期、白河藩領内の新田を知行した藩。奥平松平家の時代と越前松平家の時代にあった。

### 奥平松平家時代
元禄元年（1688年）、松平忠尚が白河藩主で養父の忠弘より2万石の新田を分知されたことに始まる。忠弘の嫡子・清照の病弱を理由に、天和元年（1681年）に次期白河藩主として迎えられた忠尚だったが、清照の嫡子・忠雅の成長により廃嫡となった。これにより別家として新田2万石を与えられたのである。元禄13年（1700年）、忠雅が出羽山形藩より備後福山藩に転封となったのと同時に、忠尚も陸奥桑折藩に移封となり、廃藩となった。

#### 奥平松平家
親藩 2万石 （1688年 - 1700年）
1. 忠尚

### 太田松平家時代
正徳元年（1712年）、松平知清が白河藩主で兄の基知より1万石を分与されたことに始まる。家格は本来なら親藩であるが、陪臣ということで譜代大名に列した。知清の子で第2代藩主・義知は、享保13年（1728年）、基知の養子となり白河藩の次期藩主に決定したため、藩領は白河藩に返還され廃藩となった。

#### 太田松平家
譜代 1万石 （1712年 - 1728年）
1. 知清
2. 義知 本藩を相続

## 幕末の領地
- 陸奥国（岩代国）
  - 白河郡のうち - 63村（「旧高旧領取調帳」では、うち11村が磐前県に編入となっているが詳細不明）
  - 岩瀬郡のうち - 2村（2村とも同上）
- 遠江国
  - 山名郡のうち - 15村（静岡藩に編入）
  - 豊田郡のうち - 18村（同上）
  - 麁玉郡のうち - 3村（同上）
  - 引佐郡のうち - 4村（同上）
- 信濃国
  - 伊那郡のうち - 36村（伊那県に編入）